# Prenolepis acuminata
Prenolepis acuminata är en myrart som beskrevs av Auguste-Henri Forel 1911. Prenolepis acuminata ingår i släktet Prenolepis och familjen myror. Inga underarter finns listade i Catalogue of Life.